# Umm al-Qaywayn
Umm al-Qaywayn (in arabo أم القيوين‎?) è una città degli Emirati Arabi Uniti, capitale dell'emirato omonimo.

## Geografia
La città si estende sulla penisola di Khor Al Bidiyah.

## Monumenti e luoghi d'interesse
- Forte di Al Ali, costruito nel 1768, fu sede della famiglia Al Mualla sino al 1969.

## Cultura

### Istruzione

#### Musei
- Museo Nazionale degli Emirati - Forte di Al Ali, situato all'interno del forte di Al Ali.